# دودا سانادز
دودا سانادز مواليد 25 يوليو 1992 في تبليسي، جورجيا، هو لاعب كرة سلة جورجي. يحمل الرقم 7. لعب مع نادي دينامو تبليسي لكرة السلة في موسم 2009–2010، ثم لعب مع نادي روستاوي لكرة السلة في موسم 2010–2011، ثم لعب مع نادي دينامو تبليسي لكرة السلة في موسم 2011–2012.

## روابط خارجية
- دودا سانادز على موقع الاتحاد الدولي لكرة السلة (الإنجليزية)
- دودا سانادز على موقع كرة السلة الأوروبية.كوم (الإنجليزية)
- دودا سانادز على موقع كلية كرة السلة في سبورتس رفرنس.كوم (الإنجليزية)
- دودا سانادز على موقع ريلجم (الإنجليزية)
- دودا سانادز على موقع بروبوليرز (الإنجليزية)
- دودا سانادز على موقع سبورتس رفرنس (الإنجليزية)